# Komplementacja genetyczna
Komplementacja genetyczna (ang. complementation) - dopełniające działanie homologicznych odcinków DNA u podwójnych (wielokrotnych) mutantów. W wyniku komplementacji genetycznej obserwuje się często powrót fenotypu do tzw. postaci dzikiej (fenotyp normalny). Wynika to z faktu wzajemnego znoszenia się efektu mutacji nieallelicznych. 
Brak komplementacji może skutkować ujawnieniem fenotypu zmutowanego i sugeruje, że mutacje powstały w jednym locus, a zatem mamy do czynienia z różnymi allelami tego samego genu. W tym wypadku ujawnienie się mutacji zależy od homo- lub heterozygotyczności osobnika diploidalnego oraz dominacji (lub jej braku) allelu dzikiego nad zmutowanym.